# Dirhinus inflexus
Dirhinus inflexus är en stekelart som beskrevs av James Waterston 1917. Dirhinus inflexus ingår i släktet Dirhinus och familjen bredlårsteklar.
Artens utbredningsområde är Ghana. Inga underarter finns listade i Catalogue of Life.